# الكوكب المعادي
الكوكب المعادي هو برنامج وثائقي مكون من ستة أجزاء يبث على قناة ناشيونال جيوغرافيك أبوظبي، يتناول الحياةَ البرية ويستكشف البيئات الأكثر عداءً والأكثر قسوة سواءً كانت عميقة، أو مرتفعة، أو حارة، أو باردة، أو جافة، أو رطبة، على وجه الأرض، بالإضافة إلى تسليط الضوء على طريقة تأقلم الحيوانات مع الحياة البرية في مواجهة هذه الأجواء الصعبة. يقدم البرنامج خبير البقاء الشهير بير جريلز ومن إنتاج قناة ناشيونال جيوغرافيك.

## روابط خارجية
- الكوكب المعادي على موقع IMDb (الإنجليزية)
- الكوكب المعادي على موقع قاعدة بيانات الفيلم (الإنجليزية)